# 1790
1790. је била проста година.

## Догађаји

### Фебруар
- 11. фебруар — Квекери су поднели петицију америчком Конгресу за укидање ропства.

### Мај
- 15. мај — Битка код Фредриксхамна у Руско-шведском рату

### Датум непознат
- Википедија:Непознат датум — Темишварски сабор

## Рођења

### Март
- 29. март — Џон Тајлер, 10. председник САД

### Мај
- 23. мај — Жил Димон д'Ирвил, француски морепловац и истраживач

### Септембар
- 21. октобар — Алфонс де Ламартин, француски књижевник и политичар

### Новембар
- 17. новембар — Аугуст Фердинанд Мебијус, немачки математичар
- 16. децембар — Леополд I од Белгије, краљ Белгије
- 23. децембар — Жан Франсоа Шамполион, француски египтолог

## Смрти

### Јул
- 17. јул — Адам Смит, шкотски економиста и морални филозоф. (*1723)